# أدب الجريمة

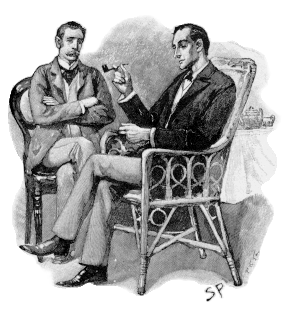
شرلوك هولمز (يمين) وصديقه دكتور واطسون من أشهر شخصيات هذا النوع.

أدب الجريمة (بالإنجليزية: Crime fiction)‏، أو قصة التحري، أو لغز القتل، أو رواية الغموض، أو الرواية البوليسية: تصف جميع هذه المصطلحات الروايات التي تركز على الأفعال الإجرامية وخاصة على التحقيق، سواء من قبل أحد المحققين الهواة أو المحترفين في جريمة خطيرة، وبشكل عام جريمة قتل. عادة ما يجري تمييزها عن الخيال السائد والأنواع الأخرى مثل الخيال التاريخي أو الخيال العلمي، لكن حدودها تكون غير واضحة. للخيال الإجرامي عدة أنواع فرعية، بما في ذلك الخيال البوليسي (مثل: من الجاني؟)، ودراما قاعة المحكمة، وأدب هارد-بويلد، والإثارة القانونية. تركز معظم دراما الجريمة على التحقيق في الجرائم ولا تحتوي على قاعة المحكمة. ويُعدّ التشويق والغموض فيها العناصر الرئيسية التي تكون موجودة في هذا النوع.

## تاريخ أدب الجريمة
تحتوي ألف ليلة وليلة (الليالي العربية) على أقدم الأمثلة المعروفة عن أدب الجريمة. أحد الأمثلة الأولى على أدب الجريمة هو حكاية «التفاحات الثلاثة» العربية التي تعود إلى العصور الوسطى، وهي إحدى القصص التي روتها شهرزاد في الليالي العربية. في هذه الحكاية، يكتشف صياد صندوقًا ثقيلًا مغلقًا على طول نهر دجلة ويبيعه للخليفة العباسي، هارون الرشيد، الذي يفتح الصندوق ليجد بداخله جثة فتاةٍ شابة مقطعة لأجزاء صغيرة. يأمر هارون وزيره جعفر بن يحيى بحل الجريمة والعثور على القاتل في غضون ثلاثة أيام، أو أن يُعدم إذا فشل في مهمته. وُصفت القصة على أنها لغز جريمة قتل تحت مسمى «من الجاني؟» مع العديد من الحبك الملتوية. تحتوي القصة على عناصر خيالية بوليسية.
هناك أيضاً قصتان عربيتان، «التاجر واللص» و«علي خواجا»، تحتويان على اثنين من أوائل المحققين الخياليين، الذين يكشفون الأدلة ويقدمونها للقبض على المجرم أو إدانته، وفي التسلسل الزمني العادي تبدأ القصة بالاتّضاح ويصبح المجرم معروفًا بالفعل لدى الجمهور. وتكون ذروة القصة حين يقدم بطل المباحث الفخري علي خواجا أدلة من شهود خبراء في المحكمة. «حكاية الحدباء»، هي الأخرى من أوائل حكايات دراما قاعة المحكمة، التي قُدّمت على أنها كوميديا مشوقة.
من أقدم روايات الجريمة الحديثة المعروفة هي رواية مادموزيل دي سكوديري 1819 للكاتب إرنست هوفمان. وهناك أيضًا رواية المجهول ريشموند أو قصص عن حياة ضابط شارع بو (1827); وفي هذا النوع أيضًا هناك القصة القصيرة الكاملة للمؤلف الدنماركي ستين ستينسين بليشر وهي عميد فيلبي، التي نُشرت في عام 1829.
ومن المعروف أيضًا الأعمال المظلمة الأولى لإدغار آلان بو. والتي يظهر فيها محققه اللامع غريب الأطوار سي أوغست دوبين، وخلفه أرثر كونان دويل في شخصية شرلوك هولمز، والذي ظهر في أعمال مثل «جرائم شارع مورغ» (1841)، و«لغز ماري روجيه» (1842)، و«الرسالة المسروقة» (1844). في قصص دوبن هذه، يقدم بو إطار القصة البوليسية الكلاسيكية. يكون فيها رفيق المحقق دوبن الذي لم يذكر اسمه راويَ القصص ويعتبر نموذجًا أوليًا لشخصية دكتور واطسون في قصص شرلوك هولمز لاحقًا.
نشرت رواية ويلكي كولينز الرسائلية «ذات الرداء الأبيض» في عام 1860، بينما كان من المعتقد أن رواية «حجر القمر» (1868) هي تحفته الفنية. وضع المؤلف الفرنسي إيميل غابوريو، السيد ليكوك (1868)، الأساس للمتحري المنهجي والحسي.
يُعدّ تطور ألغاز الغرف المغلقة أحد المعالم في تاريخ أدب الجريمة. ويقال إن ألغاز شرلوك هولمز لآرثر كونان دويل كانت مسؤولة بشكل فردي عن الشعبية الكبيرة في هذا النوع. سبق ذلك أعمال بول فيفال، الذي تضم سلسلته المعروفة بالملابس السوداء (1862–67) محققي سكوتلاند يارد والمؤامرات الإجرامية هناك. كانت رواية الجريمة الأكثر مبيعاً في القرن التاسع عشر هي رواية لغز كابينة هانسوم (1886) للكاتب فيرغوس هيوم، التي تقع أحداثها في ملبورن، أستراليا.
عُدَّ تطور وسائل الإعلام المطبوعة في المملكة المتحدة والولايات المتحدة في النصف الأخير من القرن التاسع عشر أمرًا حاسمًا في تعميم رواية الجريمة والأنواع ذات الصلة. فقد أصبحت المجلات الأدبية المتنوعة مثل ستراند ومكلور وهاربر ذات أهمية مركزية للبنية العامة للخيال الشعبي ووظيفته في المجتمع، إذ وفّرت إنتاجًا شاملًا يقدم منشوراتٍ رخيصةً ومصورة.
كالعديد من أعمال كتاب الخيال الآخرين المهمين في عصره -من مثل ويلكي كولينز وتشارلز ديكنز- ظهرت قصص آرثر كونان دويل «شرلوك هولمز» لأول مرة في شكل مسلسل في مجلة ستراند الشهرية في المملكة المتحدة. جذبت السلسلة بسرعة عددًا كبيرًا من المتابعين المتحمسين على جانبي المحيط الأطلسي، وعندما قتلَ دويل هولمز في قصة «المشكلة النهائية»، كانت الاحتجاجات الشعبية كبيرة جدًا، وطالبت بنشر المزيد من القصص الجذابة للغاية، ما اضطره على مضض إلى إحيائه.
في إيطاليا، نُشرت الترجمات المبكرة للقصص الإنجليزية والأمريكية والأعمال المحلية في أغلفة صفراء رخيصة وهكذا اصطُلح على هذا النوع بـ الكتب الصفراء. حُظر هذا النوع من قبل الفاشيين خلال الحرب العالمية الثانية لكنه انفجر في شعبيته بعد انتهاء الحرب، وتأثر بشكل خاص بالمدرسة الأمريكية هارد-بويلد لأدب الجريمة. ظهرت مجموعة من الكتاب الإيطاليين السائدين الذين استخدموا التنسيق البوليسي لإنشاء رواية  للمباحث يكون فيها المحققون غير كاملين، وعادة ما تكون الجرائم غير محلولة وتترك مفاتيح فك الشيفرة للقراء. من بين الكتاب المشهورين ليوناردو سسياسيا وأومبرتو إكو وكارلو إميليو كادا.
في إسبانيا، نُشرت رواية المسمار وقصص أخرى عن الغموض والجريمة من قبل بيدرو أنطونيو دي ألاركون في عام 1853. اكتسب أدب الجريمة في إسبانيا (الذي اقتصر وجوده على إسبانيا الفرانكوية) بعض الخصائص الخاصة للغاية التي عكست ثقافة البلاد. شدد الكتاب الإسبان على فساد وعدم كفاءة الشرطة ووصفوا السلطات والأثرياء بعبارات سلبية للغاية.
في الصين، تطور خيال الجريمة الحديثة لأول مرة من ترجمات الأعمال الأجنبية من تسعينيات القرن التاسع عشر. ترجم تشنغ شياو تشينغ، الذي يعتبر المعلم الكبير للخيال البوليسي الصيني في القرن العشرين، شرلوك هولمز إلى اللغة الصينية التقليدية والعامية. في أواخر عقد 1910، بدأ تشنغ في كتابة سلسلة القصص البوليسية الخاصة به، شرلوك في شنغهاي، محاكيًا أسلوب كونان دويل لكنه عاد إلى الجمهور الصيني. خلال عصر ماو، قُمع الخيال الإجرامي وبشكل خاص الطراز السوفيتي والمناهض للرأسمالية. في حقبة ما بعد ماو، ركزت قصص الجريمة في الصين على الفساد وظروف المعيشة القاسية خلال حقبة ماو (مثل الثورة الثقافية).

## علم نفس أدب الجريمة
يترك أدب الجريمة آثارًا نفسية فريدة إذ يمكن القراء من أن يصبحوا شهودًا من خلال التعرف مع شهود العيان على الجريمة. يتحدث القراء عن أدب الجريمة باعتباره وسيلة للهروب من الواقع للتعامل مع جوانب أخرى من حياتهم. يقدم أدب الجريمة للقراء القدرة على تشتيت انتباههم عن حياتهم الشخصية من خلال سرد قوي على مسافة مريحة. وقد أُشير إلى روايات جرائم الطب الشرعي باسم «العلاج بالتشتيت»، ويُقترح أن أدب الجريمة يمكن أن يحسن الصحة العقلية لذا يمكن اعتباره شكلاً من أشكال العلاج لمنع الاكتئاب.

## الفئات
- الرواية البوليسية: نوع فرعي من رواية الجريمة والخيال الغامض يحقق فيها محقق -سواء كان محترفًا أو هاويًا أو متقاعدًا- في جريمة، وغالباً ما تكون جريمة قتل.
- الغموض المريح: نوع فرعي من الرواية البوليسية يُقلل فيه من أهمية الألفاظ النابية، والجنس، والعنف أو يجري التعامل معها بشكل بسيط.
- من الجاني؟: النوع الأكثر شيوعاً لأدب الجريمة. يحتوي على قصة معقدة تستند إلى مخطط، يُزوّد القارئ فيها بأدلة يتمكن من خلالها استخلاص هوية مرتكب الجريمة قبل الكشف عن الحل في نهاية الكتاب.
- من الجاني التاريخية: نوع فرعي من الخيال التاريخي. يكون لوضع القصة والجريمة فيها بعض الأهمية التاريخية.
- لغز الغرفة المقفلة: نوع متخصص من نوع «من الجاني»، تُرتكب فيها الجريمة في ظروف تبدو مستحيلة، مثل غرفة مقفلة لم يكن بإمكان أي متسلل دخولها أو الهروب منها.
- هارد بويلد الأمريكية: تتميز بالصورة غير العاطفية للجنس والعنف؛ وعادة ما يواجه المحقق الخطر ويشارك في العنف.
- الشرطة الإجرائية: يكون المحقق أحد أفراد الشرطة، وعادة ما توصف فيها أنشطة قوة الشرطة بشكل مقنع.
- روايات جرائم الطب الشرعي: مشابهة لأدب إجراءات الشرطة. عادةً ما يكون المحقق الذي يتبعه القارئ طبيبًا شرعيًا أو اختصاصيًا في علم الأمراض، إذ تُستخدم أدلة الطب الشرعي المتبقية على الجسم وفي مسرح الجريمة للقبض على القاتل. قُدّم هذا النوع الفرعي لأول مرة من قبل الروائية باتريشيا كورنويل.
- الإثارة القانونية: تضم الشخصيات الرئيسية فيها المحامين وموظفيهم، الذين يشاركون في إثبات قضاياهم.
- أدب الجاسوسية: تضم الشخصيات الرئيسية جواسيس يعملون عادة لحساب وكالة مخابرات.
- قصة القبر والرواية الإجرامية: تُروى القصص من وجهة نظر المجرمين.
- الإثارة النفسية أو التشويق النفسي: يتضمن هذا النوع الفرعي المميز من نوع الإثارة أيضًا عناصر من الخيال البوليسي، حيث يجب على البطل حل لغز الصراع النفسي المعروض في مثل هذه الأنواع من القصص.
- المحاكاة الساخرة.
- الجريمة المثيرة: وهي القصة التي تكون الشخصيات الرئيسية فيها متورطة في الجريمة، سواء في التحقيق، أو بوصفه مرتكب الجريمة، والأقل شيوعًا أن يكون هو الضحية.

### مؤلفون بأسماء مستعارة
فيما يتعلق بتاريخ رواية الجريمة، يتردد بعض المؤلفين في نشر رواياتهم الإجرامية بأسمائهم الحقيقية. في الوقت الحالي، ينشر البعض تحت أسماء مستعارة وذلك بسبب الاعتقاد بأن بائعي الكتب الكبار على دراية بأرقام مبيعاتهم التاريخية، ونظرًا لسيطرتهم بدرجة معينة على دور النشر، فإن الطريقة الوحيدة «للهرب» من أرقامهم المتقدمة الحالية هي بالنشر كشخص لا يملك أي سجل حافل.
في أواخر ثلاثينيات وأربعينيات القرن العشرين، نشر قاضي محكمة المقاطعة البريطانية آرثر الكسندر غوردون كلارك (1900-1958) عددًا من الروايات البوليسية تحت اسم سيريل هير إذ استخدم معرفته الواسعة جدًا بالنظام القانوني الإنكليزي. عندما كان لا يزال شابًا وغير معروف، نشر الروائي البريطاني جوليان بارنز (مواليد 1946) الحائز على عدة جوائز بعض روايات الجريمة تحت اسم دان كافاناغ. أما بعض الكتاب الآخرين فيسعدهم الاعتزاز بأنفسهم: إذ كتبت روث ريندل (1930-2015) نوعاً من روايات الجريمة تحت اسمها «روث رندل» وكتبت نمطًا آخر تحت اسم «باربرا فين»؛ كما استخدم جون ديكسون كار اسمًا مستعارًا وهو كارتر ديكسون. كتب الكاتب إيفان هانتر (الذي كان في حد ذاته اسمًا مستعارًا) خياله الإجرامي تحت اسم إد ماكباين.

## توفر روايات الجريمة

### الجودة والتوافر

أجاثا كريستي (1890-1976)

كما هو الحال مع أي كيان آخر، لا تتناسب جودة كتاب خيال الجريمة مع توافره. فبعض روايات الجريمة التي تعتبر عمومًا الأفضل بما في ذلك الروايات، تُختار بانتظام من قبل الخبراء على أنها تنتمي إلى أفضل 100 رواية مكتوبة على الإطلاق. وكانت قد خرجت من الطباعة منذ أول منشور لها، والتي غالبًا ما تعود إلى العشرينيات أو الثلاثينيات. تتألف معظم الكتب التي يمكن العثور عليها اليوم على الرفوف المسماة «الجريمة» من منشورات أولى حديثة لا يتجاوز زمن نشرها بضع سنوات مضت.

### الكلاسيكية والأكثر مبيعًا
علاوة على ذلك، حقق عدد قليل فقط من المؤلفين حالة «الكلاسيكية» لأعمالهم المنشورة. والكلاسيكية هي أي نص يمكن تلقيه وتقبله عالميًا، لأنه يتجاوز السياق. ومن الأمثلة الشهيرة المعروفة هي أجاثا كريستي، التي تتوفر نصوصها، والتي نُشرت أصلًا بين 1920 وحتى موتها عام 1976، في الطبعات البريطانية والأمريكية في جميع الدول الناطقة بالإنكليزية. وقد أعطت أعمال كريستي، لا سيما أعمال المخبرين هيركيول بوارو أو الآنسة جين ماربل، لقب «ملكة الجريمة» وجعلت منها أحد أهم الكتاب المبدعين في تطوير هذا النوع. ومن أشهر رواياتها «جريمة في قطار الشرق السريع» (1934)، و«موت فوق النيل» (1937)، ورواية الغموض الأكثر مبيعًا في العالم: «ثم لم يبق أحد» (1939).
شهد مؤلفون معاصرون نجاحًا أقل وما زالوا يكتبون إعادة طبع لأعمالهم السابقة، وذلك بسبب الشعبية الهائلة الحالية للنصوص الخيالية الإجرامية بين الجماهير. ومن الأمثلة على ذلك فال ماكديرميد، الذي ظهر كتابه الأول منذ عام 1987؛ وآخر هو مؤلف في فلوريدا، كارل هياسين، الذي ينشر الكتب منذ عام 1981، وكلها متاحة بسهولة.

### إحياء كلاسيكيات الماضي
من وقت لآخر تقرر دور النشر، لأغراض تجارية، إحياء المؤلفين المنسيين منذ زمن طويل وإعادة طبع واحدة أو اثنتين من أكثر رواياتهم نجاحًا تجاريًا. بصرف النظر عن دار بينجوين للنشر، التي لجأت للغلاف الأخضر القديم وحفرت بعض مؤلفيها الكلاسيكيين، بدأت بان سلسلة في عام 1999 بعنوان «جريمة بان الكلاسيكية»، والتي تتضمن حفنة من الروايات لإيريك آمبلر، وأيضًا الأمريكية هيلاري وا بروايتها «شُوهِد آخر مرة يرتدي... في عام 2000».
في بعض الأحيان يجري إحياء روايات الجريمة القديمة من قبل كتاب السيناريو والمخرجين بدلاً من دور النشر. في العديد من هذه الحالات، يتبع الناشرون حذوهم ويطلقون ما يسمى بإصدار «ربط الفيلم» الذي يظهر صورة ثابتة من الفيلم على الغلاف الأمامي وقائمة بأعمال الفيلم على الغلاف الخلفي للكتاب؛ ويعتبر ذلك إستراتيجية تسويق أخرى من أجل استهداف هؤلاء السينمائيين الذين قد يرغبون في القيام بالأمرين: قراءة الكتاب أولاً ثم مشاهدة الفيلم (أو العكس). ومن الأمثلة الحديثة على ذلك رواية الموهوب السيد ريبلي للكاتبة باتريشيا هايسميث (الذي نشر في الأصل في عام 1955)، ورواية الشظية للكاتب إيرا ليفين (1991)، مع صورة الغلاف التي تصور مشهدًا مثيرًا بين شارون ستون وويليام بالدوين مباشرة من فيلم 1993 وغيرها.
وفي كثير من الأحيان يمكن استرجاع الروايات القديمة من قاعدة بيانات مشروع غوتنبرغ.